# Snibor
Snibor ist eine Jazz-Komposition von Billy Strayhorn, die 1947 erstmals öffentlich vorgestellt wurde.
Strayhorn schrieb die Komposition um 1947 unter dem Titel Robbins Nest, die auf den Diskjockey und Radiomoderator Fred Robbins (1919–1992) anspielte; als zeitgleich Illinois Jacquet und Charles Thompson eine gleichnamige Komposition veröffentlichten, die Claude Thornhill aufnahm, benannte er sie in Snibor um, Robin’s rückwärts gesprochen. Als Vorbild für Snibor gilt der Strayhorn-Titel Matinee, der damals noch nicht aufgenommen worden war. Beide Titel hatten eine Tutti-Instrumentierung im ersten Chorus, waren in Des-Dur geschrieben und enthielten eine Reihe von Offbeat-Prasen. Snibor steht außerdem in Beziehung zu Strayhorns späterer Komposition A  Midnight in Paris.
Uraufgeführt wurde der Titel vom Duke Ellington Orchestra bei dessen Konzert in der New Yorker Carnegie Hall am 17. Dezember 1947, dort noch unter dem Titel The New Look. Im Studio – nun unter seinem endgültigen Titel Snibor – nahm Duke Ellington die Komposition mit seinem Orchester am 1. September 1949 auf. Eine weitere Einspielung Ellingtons erfolgte 1967 auf seinem Strayhorn-Tributalbum … And His Mother Called Him Bill.
Ab Mitte der 1950er-Jahre folgten Interpretationen des Titels in kleineren Gruppen, zunächst von Johnny Hodges, Toshio Mori, in späteren Jahren das Harry Allen/Keith Ingham Quintet (The Intimacy of the Blues: A Celebration of Billy Strayhorn's Music), von Tom Talbert, Joe Temperley, Don Byron (Bug Music, 1996), Chris Flory, Michael Hashim, Hod O’Brien, Humphrey Lyttelton, Ken Peplowski, Alan Barnes und zuletzt Wayne Escoffery (Live at Smalls, 2014).